# Alfredo Piàn

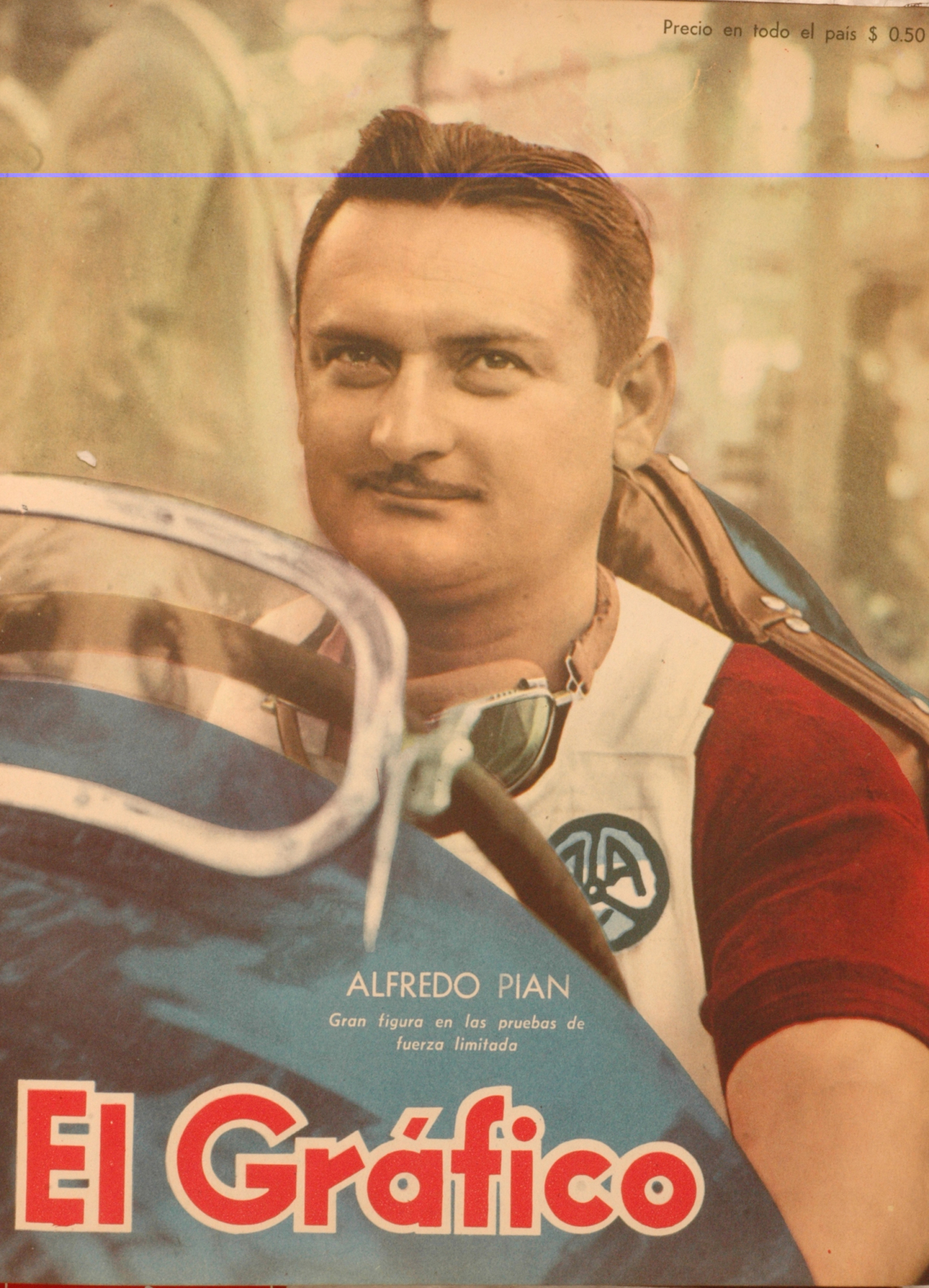
Alfredo Piàn

Alfredo Piàn (Las Rosas, 21 oktober 1912 - 25 juli 1990) was een Formule 1-coureur uit Argentinië. Hij nam deel aan de Grand Prix van Monaco in 1950 voor het team Maserati, maar crashte tijdens de kwalificatie en wist zich hierdoor niet te kwalificeren.